# João Alberto Souza
João Alberto Souza (nome civil: João Alberto de Souza), ou apenas João Alberto, (São Vicente Ferrer, 1º de outubro de 1935) é um economista e político brasileiro natural do Maranhão, estado que representou no Congresso Nacional e onde foi governador.

## Dados biográficos
Filho de Manoel Campos Souza e Dayse Novaes Linhares. Economista formado pela Universidade Candido Mendes em 1966, ingressou na ARENA e nesta legenda foi eleito deputado estadual em 1970 e durante a maior parte da década em questão foi vice-presidente do diretório estadual. Candidato a deputado federal, amargou uma suplência em 1974, mas foi eleito em 1978 e 1982 conquistando este último mandato via PDS, a legenda que passou a sustentar o Regime Militar de 1964 após o fim do bipartidarismo graças à reforma política empreendida pelo governo do presidente João Figueiredo. Durante sua estadia em Brasília, votou a favor da Emenda Dante de Oliveira em 1984 e foi eleitor de Tancredo Neves no Colégio Eleitoral em 1985, mesmo ano em que ingressou no PFL.
Em 1986 foi eleito vice-governador na chapa de Epitácio Cafeteira, mas enfrentou uma grande controvérsia no exercício do cargo ao eleger-se prefeito de Bacabal em 1988. Tudo porque, ao invés de renunciar, João Alberto Souza adotou uma "solução intermediária" ao pedir licença da vice-governadoria para assumir a prefeitura de Bacabal, cidade a qual administrou no primeiro semestre de 1989. Findo este prazo, Souza renunciou à prefeitura e reassumiu o mandato de vice-governador. Quando Epitácio Cafeteira renunciou ao Palácio dos Leões para eleger-se senador em 1990 o governo foi entregue a João Alberto Souza, mas este foi destituído do cargo pela Assembleia Legislativa do Maranhão cujo presidente, Ivar Saldanha, foi empossado governador. Em meio à conflagração instaurada, João Alberto cercou o Palácio dos Leões ordenando o uso de força letal contra invasores e ele próprio permaneceu no gabinete armado com um revólver à espera de um confronto que não houve. Tal impasse foi solucionado pelo Tribunal de Justiça do Maranhão, mediante uma liminar em favor de João Alberto Souza, governador até a posse de Edison Lobão a 15 de março de 1991.
Fato ruidoso durante sua gestão à frente do Poder Executivo estadual foi a "Operação Tigre", deflagrada para combater o crime na região de Imperatriz. Nela, muitos indivíduos com ficha criminal foram mortos, contudo houve queixas relacionadas à morte de pessoas meramente investigadas ou mesmo sem antecedentes penais. Acossado por críticas, o governo João Alberto negou todas as acusações a respeito de tal operação. Em 1992 perdeu a eleição para prefeito de São Luís, em segundo turno, para Conceição Andrade, do PSB.
Após migrar para o PMDB elegeu-se deputado federal em 1994, entretanto licenciou-se do mandato para assumir a Secretaria de Governo a convite da governadora Roseana Sarney. Quanto Roseana Sarney foi reeleita em 1998, João Alberto Souza conquistou um mandato de senador. Sempre em aliança com o clã de José Sarney, foi derrotado como candidato a vice-governador na chapa de Roseana Sarney em 2006, no entanto ambos assumiram o poder quando o Tribunal Superior Eleitoral cassou os mandatos de Jackson Lago e Luís Carlos Porto. Eleito senador pela segunda vez em 2010, presidiu o Conselho de Ética do Senado Federal, embora em determinado momento licenciou-se para assumir o cargo de secretario de Programas Especiais no quarto governo Roseana Sarney.
Em novembro de 2015 votou contra a prisão de Delcídio Amaral. Em 2017 arquivou pedido de cassação por quebra de decoro contra Aécio Neves, que havia sido afastado do mandato por decisão do Supremo Tribunal Federal. Em outubro de 2017 votou a favor da manutenção do mandato do senador Aécio Neves, derrubando decisão da Primeira Turma do Supremo Tribunal Federal no processo onde ele foi acusado de corrupção e obstrução da justiça por solicitar dois milhões de reais ao empresário Joesley Batista.
Pai do psicólogo e também político, João Marcelo Souza, deixou a vida política ao final do mandato, embora tenha disputado e perdido a eleição para vereador em Bacabal no ano de 2020.
Retornou à vida política em 2024, sendo eleito vereador de Bacabal nas eleições municipais ocorridas neste ano, conseguindo 2591 votos e sendo o mais votado entre os eleitos.